# Козякский партизанский отряд
Козякский народно-освободительный партизанский отряд (макед. Козјачки народноослободителни партизански одред, болг. Козячки народоосвободителен партизански отряд) — партизанский отряд НОАЮ, участвовавший в сражениях Народно-освободительной войны Югославии на территории современной Северной Македонии.

## История

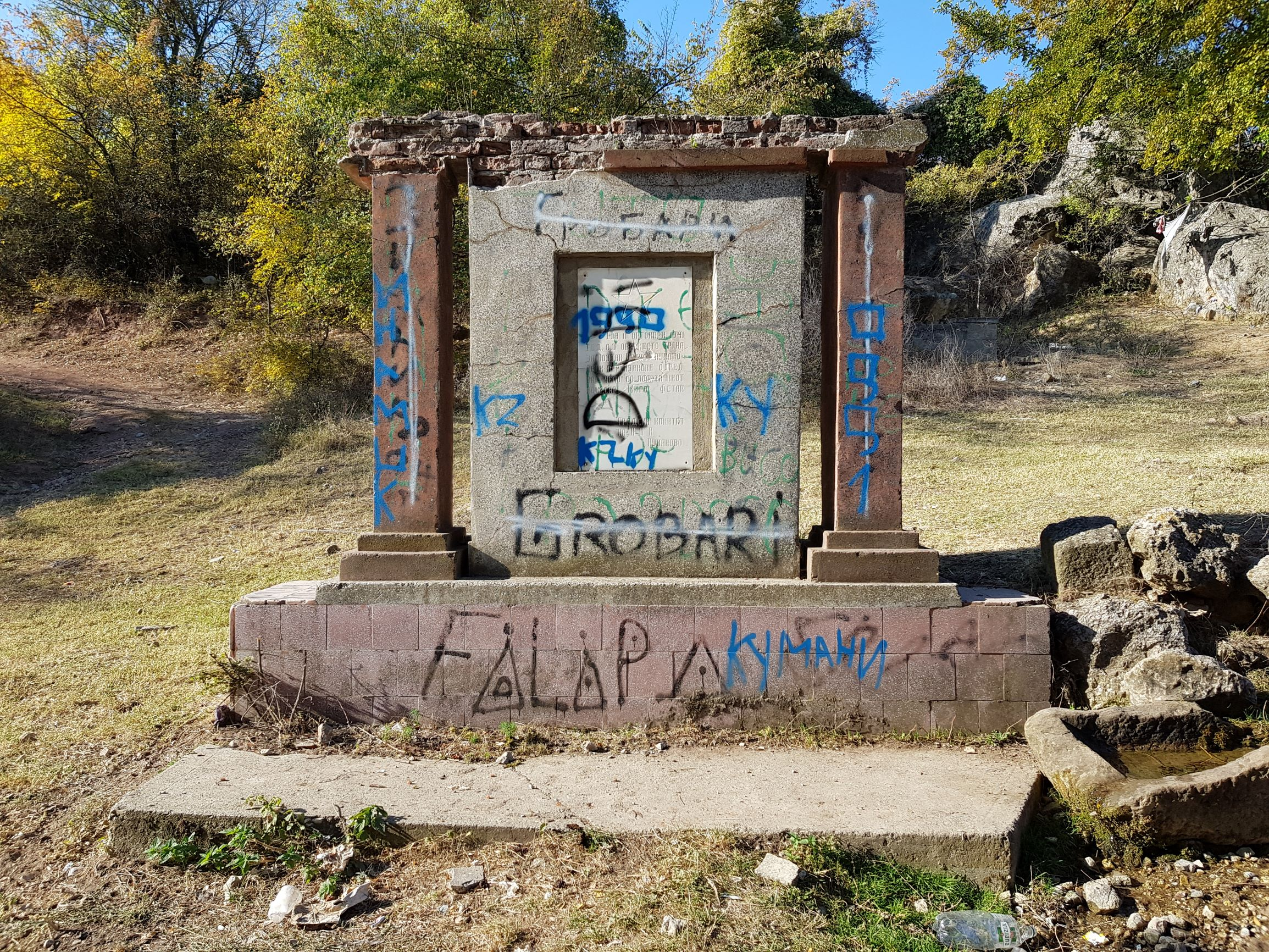
Памятник на месте образования отряда в Студене-Воде

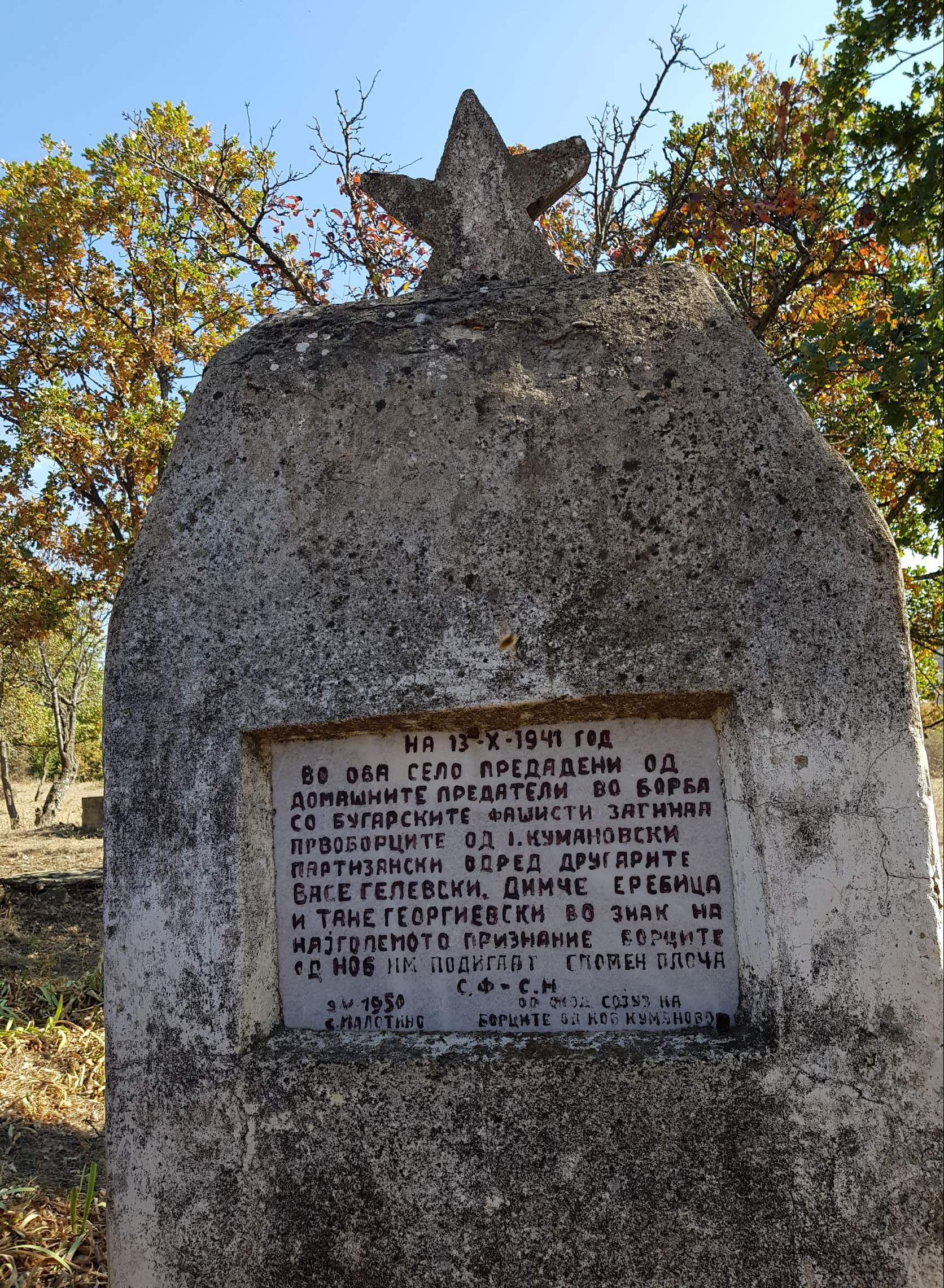
Памятник на месте гибели отряда в Малотино

Отряд был образован 12 октября 1941 года в местечке Студена-Вода недалеко от города Куманово (рядом с горой Козяк) по распоряжению руководителя Кумановского горкома Коммунистической партии Югославии Панче Пешева; собственно формирование откладывалось из-за предательства и бегства с территории югославской Македонии в Болгарию члена местного горкома Кочо Попова. Отряд должен был действовать в направлении Скопье — Куманово — София.
Козякский отряд насчитывал 25 человек, командиром отряда был Любо «Гачо» Зафиров (урождённый Любомир Здравковский), политруком — Киро «Фетак» Нацев. Из 25 человек в отряде были:
- 15 рабочих, 3 крестьянина, 6 студентов и школьников и один ремесленник;
- 11 членов компартии, 2 кандидата в партию, 5 членов СКМЮ и 7 беспартийных;
- 6 человек моложе 20 лет, 14 — в возрасте от 20 до 25 лет, 4 — в возрасте от 25 до 27 лет, один старше 27 лет;
- 15 отслуживших в Югославской королевской армии, один выпускник школы офицеров запаса, 9 не призывавшихся в армию.

В ту же ночь отряд двинулся к деревне Четирце, и два бойца из отряда дезертировали. В связи с тяжёлыми условиями недалеко от села один из партизан отправился в Куманово для связи с комитетом, но по дороге сбежали ещё два бойца (Траян Стоймановский и Мирко Трайковский). Пробыв несколько часов после полуночи, отряд разделился на несколько групп, которые окольными путями двинулись к горе Козяк. Из-за плохого самочувствия командира в деревне осталось шесть человек (включая командира Любо Зафирова и Християна Тодоровского), остальные во главе с политруком Киро Нацевым двинулись к горе.
13 октября отряд обосновался на вершине Китка (гора Козяк). 14 октября вечером отряд подошёл к деревне Малотино, где командиром был назначен Салтир Путинский. Отряд был изолирован от ближайших деревень, однако партизаны пытались найти какую-либо помощь в ближайших сёлах. Качество оружия, которое партизаны носили при себе, оставляло желать лучшего и было нечищеным, а патроны отсырели. 15 октября отряд организовал акцию в деревне Мигленце, а 16 октября начал поход в сторону Монастыря Прохора Пчиньского (2 км от позиции партизан), в котором закрепились болгарские полицаи. Болгары сбежали из монастыря, а партизаны забрали хранившиеся в монастыре запасы хлеба и сыра. Отряд позже вернулся в село Малотино, где закрепился.
Староста деревни Малотино Андон Станковский предал партизанский отряд, выдав его болгарам. 17 октября Козякский партизанский отряд вступил в бой против 53-го Осоговского пехотного полка болгарской армии и полицейских частей. Трое человек были убиты в бою, трое прорвались сквозь окружение, остальные были арестованы и брошены в тюрьму села Жегляне, откуда 18 октября перевезены в Куманово. Пять партизан были приговорены к смерти и оштрафованы на 500 тысяч леев, четыре получили от 10 до 20 лет тюрьмы. Часть партизан, однако, успела сбежать из тюрьмы. Предавший партизан Андон Станковский был казнён вместе с другим старостой деревни, Стояном Бойковским, в 1943 году жителями Малотино.

## Личный состав

### Командование[5]
- Любо «Гачо» Зафиров[болг.] — командир, он же Любомир Здравковский
- Салтир Путинский[болг.] — командир (по болезни Зафирова)
- Киро «Фетак» Нацев[болг.] — политрук

### Бойцы
- Тодор «Строгов» Ангелевский[болг.], он же Тошо Ангеловский
- Борко «Пырцан» Божиновский[болг.]
- Александр Георгиевский (макед. Александар Георгиевски)
- Стоян «Ага» Георгиевский (макед. Стојан "Ага" Георгиевски), убит 17 октября 1941
- Стоян «Тане» Георгиевский (макед. Стојан "Тане" Георгиевски)
- Васе Гелев (макед. Васе Гелев), убит 17 октября 1941
- Герасим «Чвор» Димковский (макед. Герасим "Чвор" Димковски)
- Стоян «Оджа» Додевский (макед. Стојан "Оџа" Додевски)
- Димче «Еребица» Йовчевский (макед. Димче "Еребица" Јовчевски), он же Димче Величковский, убит 17 октября 1941
- Боро Йовчевский (макед. Боро Јовчевски)
- Урош Караджинский (макед. Урош Караџински)
- Киро Менков (макед. Киро Менков)
- Стоян «Чичо» Милдинов (макед. Стојан "Чичо" Милдинов)
- Филимена Михайловская (макед. Филимена Михајловска)
- Михайло Мургашанский (макед. Михајло Мургашански)
- Киро Наков (макед. Киро Наков)
- Сречко «Пужалька» Петрушевский (макед. Среќко "Пужаљка" Петрушевски)
- Траян «Грне» Стоймановский (макед. Трајан "Грне" Стојмановски)
- Християн «Карпош» Тодоровский
- Мирко Трайковский (макед. Мирко Трајковски)
- Гиго Цветковский (макед. Гиго Цветковски)
- Александр «Кеке» Якимовский (макед. Александар "Кеке" Јакимовски)